# Participação dos bielorrussos na Guerra Civil Angolana
A participação dos bielorrussos na Guerra Civil Angolana foi limitada a conselheiros militares e especialistas militares da URSS no exército do governo do MPLA.
De acordo com a pesquisadora do Instituto de história da Bielorrússia e a candidata de ciências históricas Alexandra Kuznetsova-Timonova, para 2020 foram estabelecidos os nomes de 167 participantes de eventos angolanos relevantes para o país: nativos, bielorrussos por nacionalidade, cidadãos da República da Bielorrússia desde 1991, combatentes do Distrito Militar da Bielorrússia. De acordo com informações obtidas dos comissariados militares regionais e distritais e dos próprios veteranos de guerra, as pessoas 145 viviam no próprio estado. Entre os soldados soviéticos mortos representantes da Bielorrússia foram identificados 6.
Em 1976-1977.o tenente-general Ilya Ponomarenko (natural de Minsk) estava no cargo de conselheiro militar principal. Em 1977-1980 este cargo foi ocupado pelo tenente-general, veterano da Grande Guerra Patriótica Vasily Shakhnovich (nativo da aldeia de Syaragi, distrito de Slutsky). Shakhnovich lançou as bases do exército do governo, estrutura e armamento foram formados, um Estado-Maior Geral de pleno direito, distritos militares e sedes distritais foram criados, brigadas de infantaria e mecanizadas foram formadas, os tipos de forças armadas foram finalmente formados.
Os bielorrussos na zona de combate trabalharam como conselheiros militares, especialistas militares, pilotos, tradutores militares e civis. Havia também bielorrussos nas fileiras da Marinha da URSS em Angola. Pelo menos um Bielorrusso esteve em Angola durante o serviço militar obrigatório — Victor Romanyuk (nascido no distrito de Ivanovo; serviu na província de Huíla por volta de 1985-1987).
Após o colapso da URSS, na década de 1990, o Bielorrusso Igor Zhdarkin voltou a Angola como tradutor russo das forças de paz da ONU.